# Станко Пауновић Вељко
Станко Пауновић Вељко (Брестовац код Неготина, 16. октобар 1907 — Фрушка гора, 31. август 1942) био је комунистички револуционар и учесник Народноослободилачке борбе и народни херој Југославије.

## Биографија
Рођен је 16. октобра 1907. у Брестовцу код Неготина од оца Милана и мајке Митке, као четврто од седморо деце у сиромашној земљорадничкој породици. Отац Милан, као војник 13. пука „Хајдук Вељко“ заробљен је у Првом светском рату у борби са Бугарима и никада се није вратио из заробљеништва. 
Станко је као десетогодишњак чувао стоку и служио у имућнијим сеоским кућама заједно са браћом Стојаном и Станојем. 
Ујак Живојин Стојановић га у договору са мајком Митком 1919. доводи у Неготин, заједно са седмогодишњим братом Владом у тек основани Дом за смештај ратне сирочади. У дому је провео нешто више од четири године.
У Неготину завршава основну школу, коју је започео у родном Брестовцу. Године 1923. заједно са групом питомаца из дома одлази за Ниш где постаје ученик прве генерације Железничке занатске школе. Ту је изучио машинско−браварски занат са одличним успехом, 1926. године, и у том граду се запослио као металуршки радник.

### Политички рад
Као младић је приступио револуционарном радничком покрету и био је активан као члан СКОЈ-а од 1924. године. Године 1927. био је члан Обласног комитета СКОЈ−а, септембра 1928. делегат на Покрајинској конференцији СКОЈ-а за Србију у Београду. 
Активно се бави и фудбалом, најпре у Радничком фудбалском клубу „Пролетер”, а затим и као првотимац фудбалског тима Раднички. 
Уочи увођења Шестојануарске диктатуре добија позив за служење војног рока, те одлази за Славонски Брод.
Године 1929. је ухапшен и од Суда за заштиту државе осуђен на укупно 16 година затвора.  Суд за заштиту државе осудио га је на 12 година робије, али му је казна преиначена на 14 када је током изрицања пресуде узвикнуо: „Живео комунизам!” Када му је и та пресуда била саопштена Станко је судијама поручио: „Не плашим се ваше робије, господо! Ви судите сада, али ће дођи време када ћемо и ми вама судити. Не, не бојим се ћелије, запамтите, макар како била тешка. Уверен сам да ће ме пролетаријат једног дана ослободити!” Суд се по други пут повукао и због "нанетих увреда" Станку Пауновићу досудио казну од 16 година затвора, коју је издржавао у Сремској Митровици и Лепоглави, заједно са Мошом Пијаде, Огњеном Прицом, Родољубом Чолаковићем и другим комунистима.

### Погибија
С обзиром да су Априлски рат и окупација Југославије отпочели док је био у затвору, 22. августа 1941. је био један од организатора и учесник бега робијаша-комуниста из затвора у Сремској Митровици. Тако је приступио НОБ-у и у Срему је руководио партизанским акцијама и био члан Окружног комитета КПЈ за ту област. 
У новоформираном Фрушкогорском партизанском одреду са Јованом Веселиновим Жарком и Марјаном Стилиновићем издаје лист „Фрушкогорски партизан” у којем се први пут потписује илегалним именом Вељко, по узору на Хајдук Вељка. Члан је Окружног комитета КПЈ за Срем и политички комесар Главног штаба НОПО за Срем.
Погинуо је 31. августа 1942. на месту званом Стручица, надомак Раковца за време непријатељске офанзиве на Фрушку гору. Сахрањен је на месту погибије, а касније су његови посмртни остаци пренети и сахрањени у заједничку гробницу на Спомен гробљу у Сремској Митровици, које је подигнуто 1960. према пројекту београдског архитекте Богдана Богдановића.
На овом гробљу су сахрањене још неке знамените личности; народни хероји попут Пауновића и сликар Сава Шумановић.
Одлуком Врховног штаба НОВ и ПОЈ, а на предлог Главног штаба НОВ и ПО Војводине, проглашен је за народог хероја, 25. октобра 1943. године, заједно са другим истакнутим борцима из Војводине — Соњом Маринковић, Радивојем Ћирпановим и другима. Указом Председништва АВНОЈ-а постхумно је 6. јула 1945. одликован Орденом заслуга за народ другог реда,

## Спомен обележја
У центру Сремске Митровице 1945. године подигнут је споменик тројици народних хероја Срема, Станку Пауновићу, Бошку Палковљевићу Пинкију и Јанку Чмелику. 
Мештани села Визића у Срему подигли су 1949. спомен плочу на зграду месне канцеларије из које је Станко говорио народу о борби против окупатора.
У кругу Машинске индустрије у Нишу 1951. подигнута је биста овом народном хероју.
У Неготину је 1954. у дворишту дома у којем је провео више од четири године подигнута спомен биста, а дом је понео име Станка Пауновића.
На његовој родној кући у Брестовцу код Неготина подигнута је спомен плоча, а спомен биста, рад вајара Перише Милића, откривена је у Неготину уз бисте народних хероја Вере Радосављевић Наде, Бранка Перића и Љубомира Љубе Нешића.
На месту где су погинули Станко Пауновић, Ђорђе Марковић Ђилас и Венцел Хуњади Фрањо, на Стручици код Раковца, споменик је подигнут 1972. године.
Име Станка Пауновића носе улице у Неготину, Новом Саду, Сремској Митровици, Панчеву, Београду и другим местима.